# Bourricot !
Pour les articles homonymes, voir Bourricot.
Bourricot ! ou simplement Bourricot est un jeu d'adresse américain commercialisé en Europe par MB (Hasbro) à partir de 1989 et aux États-Unis par Ideal sous le nom de Buckaroo! dès 1970,.

## Historique
Le jeu a connu quelques variations au fil des ans, passant notamment d'une mule blanche pour le jeu original d'Ideal à une mule brune pour le jeu édité par MB. La forme de celle-ci a également évolué, passant d'un design sobre à un design plus coloré à partir de 2003, avec également l'apparition d'un variateur de sensibilité pour la mule et la disparition du point d'exclamation dans le titre du jeu,,,.